# دانيال غارزا
دانيال غارزا (بالإسبانية: Daniel Garza)‏ مواليد 8 أبريل 1985 في مونتيري، هو لاعب كرة مضرب مكسيكي بدأ مسيرته كمحترف سنة 2002 يلعب باليد اليمنى ويحتل حالياً المرتبة رقم. 491 (23 مارس 2015) في تصنيف رابطة محترفي كرة المضرب. أعلى تصنيف له في الفردي كان المركز الـ 294 في سنة 2012. أعلى تصنيف له في الزوجي كان المركز الـ 176 في سنة 2007.

## روابط خارجية
- دانيال غارزا على موقع رابطة محترفي التنس (الإنجليزية)
- دانيال غارزا على موقع الاتحاد الدولي لكرة المضرب (الإنجليزية)
- دانيال غارزا على موقع كأس ديفيز (الإنجليزية)
- دانيال غارزا على موقع خلاصة التنس.كوم (الإنجليزية)
- دانيال غارزا على موقع إي إس بي إن.كوم (الإنجليزية)